# Mink DeVille
I Mink DeVille sono stati un gruppo musicale statunitense originario di New York formatosi nel 1977, periodo di nascita del punk newyorkese, genere che hanno cavalcato fondendolo con molti elementi della tradizione americana come il soul, il rhythm and blues, il blues ed il cajun.
Figura centrale del gruppo è stato il cantautore Willy DeVille che dopo un soggiorno a Londra alla ricerca del successo, ritorna in patria trasferendosi a San Francisco. Qui forma il nucleo originario del gruppo con Ruben Siquenza (basso) e Tom "Manfred" Allen (batteria). Dopo alcuni mesi passati a suonare nei locali della zona, leggono un articolo sui Ramones che li spinge a trasferirsi a New York. Nel gruppo entrò il quarto membro, il chitarrista Louie X. Erlanger. Incidono alcuni brani per la compilation Live at CBGB's, ma sarà l'incontro con il produttore Jack Nitzsche che li porterà alla pubblicazione dell'album di debutto Cabretta nel 1977, e da cui viene estratto il singolo Spanish Stroll che raggiunge il 20º posto nella UK chart.
L'anno seguente pubblicano il seguito, Return to Magenta, sempre per la Capitol. Ma il leader è desideroso di apportare radicali cambiamenti alla sua musica, assieme al solo Erlanger parte per Parigi dove realizza Le Chat Bleu (1980). In questo album DeVille scrive tre brani insieme al maestro Doc Pomus, il rock and roll degli esordi si alterna a ballate in stile doo wop anni 50.
L'anno successivo ritorna a New York per il successivo disco, passa alla Atlantic Records e incide Coup de Grâce che viene prodotto di nuovo da Jack Nitzsche ed è intriso sia di rock and roll come di soul con l'apporto decisivo di Louis Cortelezzi al sax e Kenny Margolis alle tastiere ed alla fisarmonica, mentre Rick Borgia è alle chitarre e Tommy Price alla batteria. Tra i brani: Maybe Tomorrow, Love & Emotion e la reinterpretazione stravolta di You Better Move On di Arthur Alexander.
Nel 1983 pubblica il quinto album Where Angels Fear to Tread, il gruppo è quello collaudato dell'album precedente con l'aggiunta ai cori di Gato Barbieri. Prosegue il discorso dell'album precedente dove il soul si unisce al rock and roll con l'aggiunta di nuove sfumature salsa ed ispaniche.
L'ultimo album a nome Mink DeVille è Sportin' Life del 1985, che si può già considerare un album solista visto che i componenti del gruppo sono assunti per l'occasione, il risultato non è convincente con accenni synthpop datati e drum machine che affossano l'intensità di alcune canzoni malgrado l'apporto di Doc Pomus.
L'album successivo Miracle (1987) esce già a nome WillyDeVille e vanta la collaborazione di Mark Knopfler.

## Discografia
- 1977 - Cabretta (in Europa); Mink Deville (negli USA)  (Capitol)
- 1978 - Return to Magenta (Capitol)
- 1980 - Le chat bleu (Capitol)
- 1981 - Savoir faire (Capitol) Raccolta
- 1981 - Coup de Grâce (Atlantic)
- 1983 - Where Angels Fear to Tread (Atlantic)
- 1985 - Sportin' Life (Polydor)